# Ганс Берр
Ганс Берр (нім. Hans Berr; 20 травня 1890, Брауншвейг — 6 квітня 1917) — німецький льотчик-ас, оберлейтенант Прусської армії. Кавалер ордена Pour le Mérite.

## Біографія
Син головного директора поштової інспекції. В 1908 році вступив на військову службу і став лейтенантом у 4-му Магдебурзькому резервному полку легкої піхоти. 2 серпня 1914 року у складі наумбурзького єгерського полку №4 потрапив на фронт. 26 вересня 1914 року тяжко поранений. Після одужання переведений у запасний єгерський батальйон «Наумбург». Йому запропонували місце ад'ютанта в одній із комендатур залізниці в центрі Німеччини. Берр відмовився від цієї цивільної посади, заявивши, що хотів би перейти в авіацію.  27 січня 1915 року його підвищили до оберлейтенанта. Його заяву задовольнили, і в березні Берра перевели в авіацію як спостерігача. Після підготовки на офіцера-спостерігача у Гросенгайні переведений на Західний фронт, але цей рід служби йому не надто подобався.
Після пробних польотів на Fokker Eindecker був направлений для подальшої підготовки до льотної школи в Меці. Термін навчання Берра на пілота скоротили до чотирьох місяців, оскільки він продемонстрував особливі здібності під час навчання. Бувши в тимчасово створеній групі винищувачів Fokker Eindecker в Авіллері, збив два французькі літаки. Пізніше став командиром 5-ї винищувальної ескадрильї, створеної з авіллерської ескадрильї. За чотири тижні, з 7 жовтня по 3 листопада 1916 року, Берр збив сім ворожих аеропланів та один аеростат-спостережник. Воював у районі Сомми. Там довів рахунок своїх перемог до десяти.
Загинув 6 квітня 1917 року, зіткнувшись під час бою проти 57-ї ескадрильї Королівського льотного корпусу біля Нуаєля з літаком свого товариша по службі віцефельдфебеля Пауля Гоппе на висоті 2400 м. Обидва льотчики загинули. Похований на цвинтарі Alter Friedhof у Потсдамі. У 2001 році могилу Берра відновили.

## Нагороди
- Залізний хрест 2-го і 1-го класу
- Нагрудний знак військового пілота (Пруссія)
- Орден «За військові заслуги» (Баварія) 4-го класу з мечами
- Хрест «За військові заслуги» (Ройсс)
- Почесний хрест (Ройсс) 3-го класу з мечами
- Хрест «За військові заслуги» (Брауншвейг) 2-го класу
- Ганзейський хрест (Гамбург)
- Королівський орден дому Гогенцоллернів, лицарський хрест з мечами (10 листопада 1916)
- Pour le Mérite (4 грудня 1916)